# Napomyza nugax
Napomyza nugax är en tvåvingeart som beskrevs av Spencer 1969. Napomyza nugax ingår i släktet Napomyza och familjen minerarflugor. Inga underarter finns listade i Catalogue of Life.